# Fifty Shades of Black
Fifty Shades of Black (Verweistitel Fifty Shades of Black – Gefährliche Hiebe) ist eine US-amerikanische Komödie unter der Regie von Michael Tiddes, die 2016 veröffentlicht wurde. Es ist eine Parodie auf den Film Fifty Shades of Grey von Sam Taylor-Wood.

## Handlung
Christian Black führt die schüchterne Studentin Hannah Steele in die Welt der „Romantik“ ein, nachdem sie Fragen zu ihrer Schulzeitung gestellt hat. Seine perverse Beziehung entwickelt sich trotz Christians Unzulänglichkeiten als Liebhaber und der Mätzchen seiner rassistischen Adoptivmutter Claire, seines gut ausgestatteten Bruders Eli und Hannahs hypersexuellen Mitbewohnerin Kateesha weiter und alle leben glücklich bis ans Ende ihrer Tage.

## Kritik
„Eine auf den Bestseller „Fifty Shades of Grey“ und seine Verfilmung zielende Persiflage, die müde filmische und popkulturelle Zitate abfeuert und mit einer Extradosis an Ekelhumor versieht. Eine planlose Inszenierung und der durch Mangel an satirischem Talent ungebrochen erscheinende Sexismus verbinden sich zu einem Film, wie er auch im Vergleich mit der unfreiwillig komischen Vorlage kaum witzloser sein könnte.“

## Hintergrund
Am 3. Juni 2015 wurde bekannt gegeben, dass Open Road Films die US-Vertriebsrechte für den noch zu produzierenden Film für 5 Millionen US-Dollar erworben hat.
Die Dreharbeiten zu dem Film begannen am 11. August 2015 in Los Angeles.
Bei der Goldenen Himbeere 2017 wurde der Film in der Kategorie Schlechteste Neuverfilmung oder Fortsetzung und Jane Seymour als Schlechteste Nebendarstellerin nominiert.